# Peray
Peray est une commune française, située dans le département de la Sarthe en région Pays de la Loire, peuplée de 71 habitants.
La commune fait partie de la province historique du Maine, et se situe dans le Saosnois.

## Géographie
Le village est situé au confluent de l'Orne saosnoise et de la Dive sur le chemin de Marolles-les-Braults à Bonnétable.
|                      | Avesnes-en-Saosnois |           |
| Marolles-les-Braults | Peray               | Nauvay    |
|                      | Saint-Aignan        | Courcival |

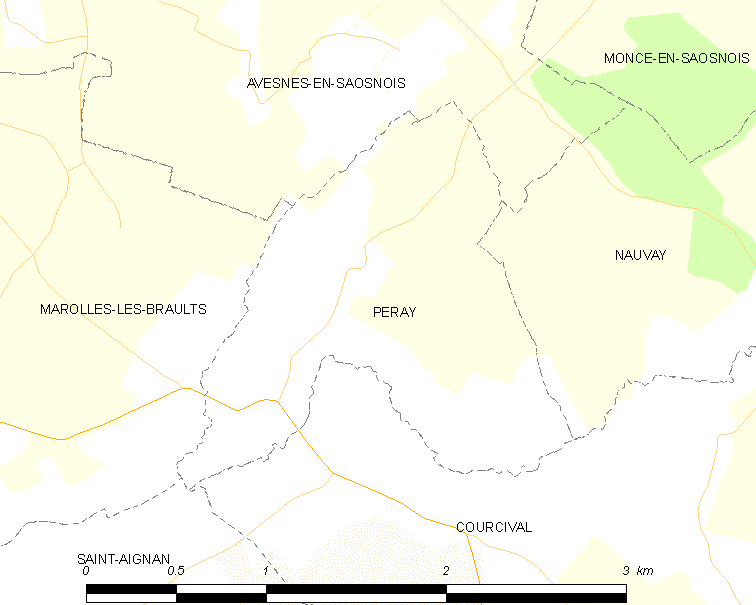
Carte de la commune.
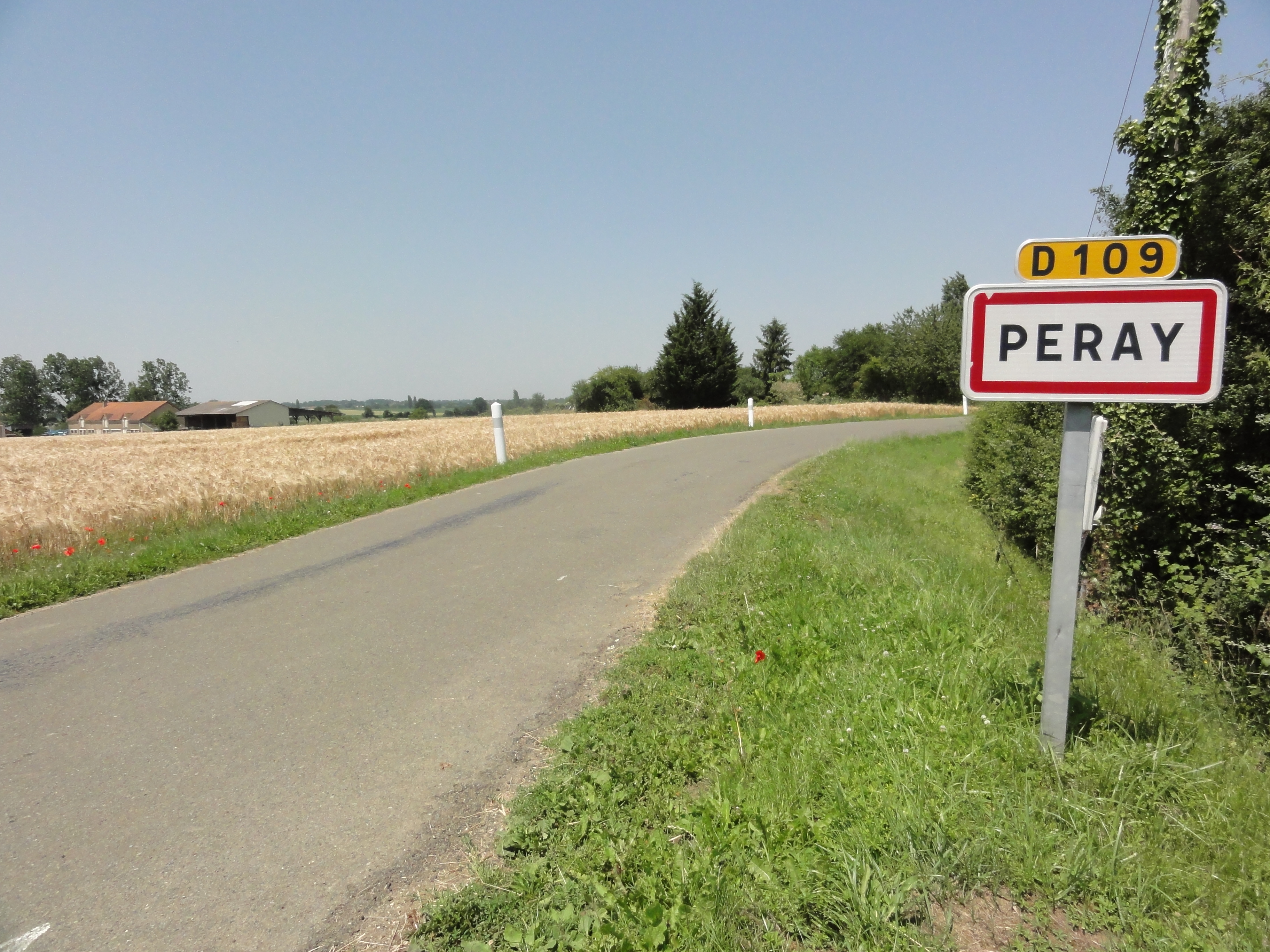
Entrée de Peray.

### Lieux-dits et écarts
Le Pavé, la Grande Maison, les Rouaults, le Pressoir, le Petit Pressoir, la Butte, le Marais, la Croix…

### Climat
Pour des articles plus généraux, voir Climat des Pays de la Loire et Climat de la Sarthe.
En 2010, le climat de la commune est de type climat océanique dégradé des plaines du Centre et du Nord, selon une étude du CNRS s'appuyant sur une série de données couvrant la période 1971-2000. En 2020, Météo-France publie une typologie des climats de la France métropolitaine dans laquelle la commune est exposée à un climat océanique altéré et est dans la région climatique  Sud-ouest du bassin Parisien, caractérisée par une faible pluviométrie, notamment au printemps (120 à 150 mm) et un hiver froid (3,5 °C). 
Pour la période 1971-2000, la température annuelle moyenne est de 11,2 °C, avec une amplitude thermique annuelle de 13,9 °C. Le cumul annuel moyen de précipitations est de 690 mm, avec 11,6 jours de précipitations en janvier et 7,3 jours en juillet. Pour la période 1991-2020, la température moyenne annuelle observée sur la station météorologique de Météo-France la plus proche, « Marolles Les Braults », sur la commune de Marolles-les-Braults à 5 km à vol d'oiseau, est de 11,8 °C et le cumul annuel moyen de précipitations est de 702,5 mm,. Pour l'avenir, les paramètres climatiques de la commune estimés pour 2050 selon différents scénarios d'émission de gaz à effet de serre sont consultables sur un site dédié publié par Météo-France en novembre 2022.

## Urbanisme

### Typologie
Au 1er janvier 2024, Peray est catégorisée commune rurale à habitat très dispersé, selon la nouvelle grille communale de densité à sept niveaux définie par l'Insee en 2022.
Elle est située hors unité urbaine et hors attraction des villes,.

### Occupation des sols
L'occupation des sols de la commune, telle qu'elle ressort de la base de données européenne d’occupation biophysique des sols Corine Land Cover (CLC), est marquée par l'importance des territoires agricoles (100 % en 2018), une proportion identique à celle de 1990 (100 %). La répartition détaillée en 2018 est la suivante : 
prairies (51,3 %), terres arables (43,5 %), zones agricoles hétérogènes (5,2 %). L'évolution de l’occupation des sols de la commune et de ses infrastructures peut être observée sur les différentes représentations cartographiques du territoire : la carte de Cassini (XVIIIe siècle), la carte d'état-major (1820-1866) et les cartes ou photos aériennes de l'IGN pour la période actuelle (1950 à aujourd'hui).

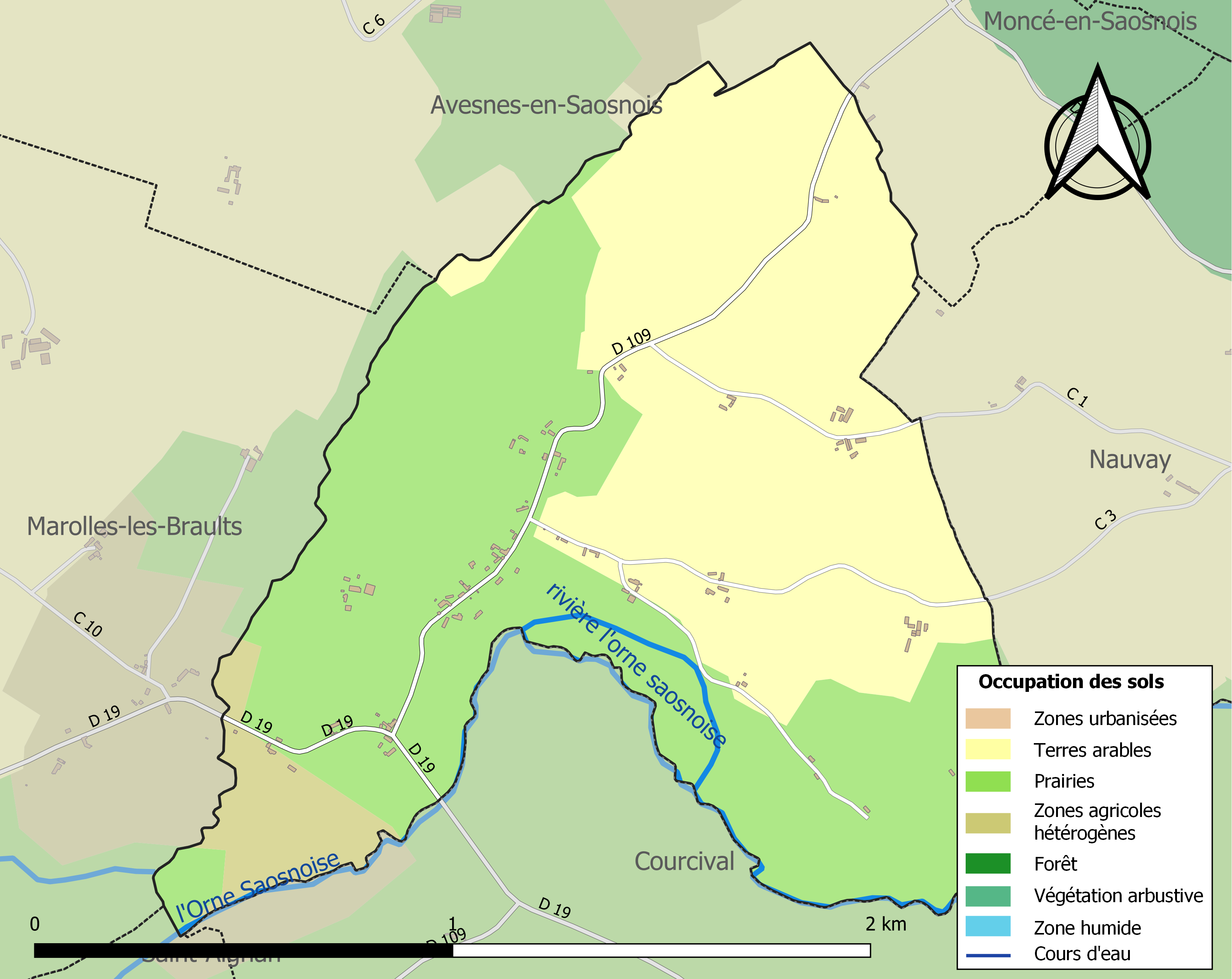
Carte des infrastructures et de l'occupation des sols de la commune en 2018 (CLC).

## Toponymie
Dans son dictionnaire historique publié en 1836, Julien Rémy Pesche rappelle les multiples orthographes du nom de la commune (Peray, Prai, Prez) et souligne la difficulté d'en affirmer l'origine (1092). Il propose : prés, prairie ou pierre, murs muraille. Une chose est cependant certaine, même en ce début du XXIe siècle, un natif du Saosnois prononcera les buttes de « pré » et non [perɛ]. Cependant, si la forme latinisée (Castrum) Pireti attestée au XIe siècle est correcte, la signification est « verger de poiriers » (piretum), citée par Albert Dauzat et Charles Rostaing à l'article Peray, tout comme Prénouvellon (de Pireto (nevellonis) 1139) et peut-être Prey.
Le gentilé est Péréen ou Perayain.

## Histoire
Peray est occupé par les Anglais en 1417 (durant la guerre de Cent Ans).
Un aérodrome de campagne (codé A44) fut installé par les Américains du 20 août 1944 (mis en service le 2 septembre) au 20 novembre 1944, aux lieux-dits la Lune et les Lotties, situé en partie sur la commune de Saint-Aignan et en partie sur Peray, et dénommé Peray du fait de sa proximité avec le village. Piste en dur de 1 500 m de long, orientée 11/29.

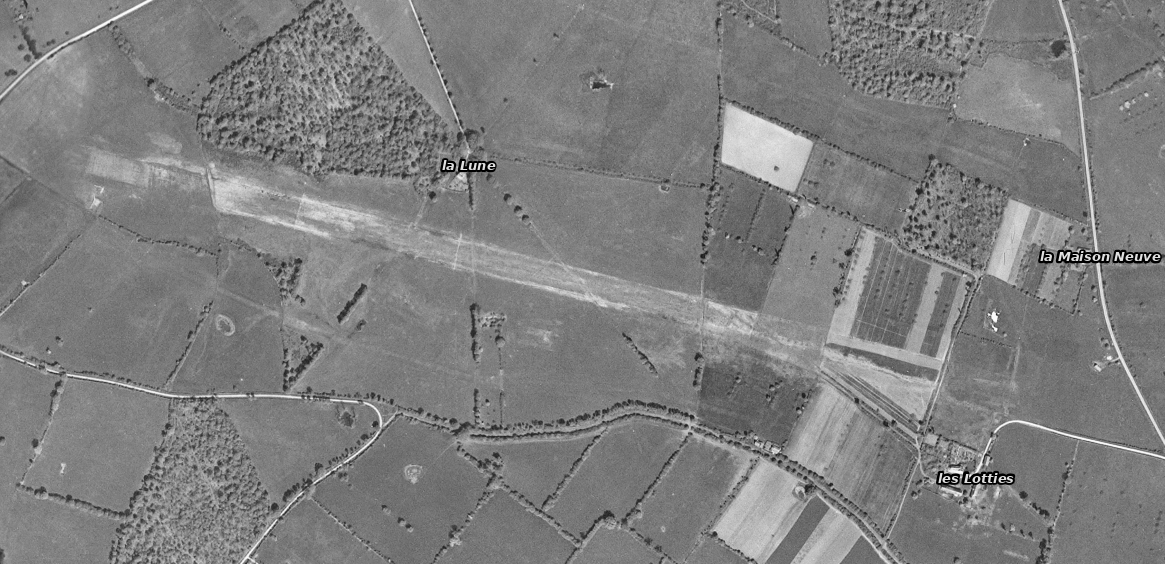
Vue aérienne des restes de l'aérodrome de Peray prise le 19 avril 1949

## Politique et administration
| Période                                  | Période       | Identité                | Étiquette | Qualité                                                 |
| ---------------------------------------- | ------------- | ----------------------- | --------- | ------------------------------------------------------- |
| 1983 (?)                                 | mars 2008     | René Marteau            |           |                                                         |
| mars 2008                                | mars 2009     | Florence Van Der Hæghen |           | Gérante de société et consultante en relations humaines |
| mars 2009                                | décembre 2015 | Dominique Bargy         |           | Retraitée technicienne radiologie                       |
| février 2016                             | En cours      | Jean-Luc Godimus        |           | Directeur de magasin                                    |
| Les données manquantes sont à compléter. |               |                         |           |                                                         |

## Démographie
L'évolution du nombre d'habitants est connue à travers les recensements de la population effectués dans la commune depuis 1793. Pour les communes de moins de 10 000 habitants, une enquête de recensement portant sur toute la population est réalisée tous les cinq ans, les populations de référence des années intermédiaires étant quant à elles estimées par interpolation ou extrapolation. Pour la commune, le premier recensement exhaustif entrant dans le cadre du nouveau dispositif a été réalisé en 2006.
En 2022, la commune comptait 71 habitants, en évolution de +12,7 % par rapport à 2016 (Sarthe : −0,25 %, France hors Mayotte : +2,11 %).
| 1793 | 1800 | 1806 | 1821 | 1831 | 1836 | 1841 | 1846 | 1851 |
| ---- | ---- | ---- | ---- | ---- | ---- | ---- | ---- | ---- |
| 233  | 272  | 292  | 317  | 336  | 274  | 264  | 261  | 238  |

| 1856 | 1861 | 1866 | 1872 | 1876 | 1881 | 1886 | 1891 | 1896 |
| ---- | ---- | ---- | ---- | ---- | ---- | ---- | ---- | ---- |
| 222  | 218  | 210  | 214  | 210  | 191  | 181  | 187  | 158  |

| 1901 | 1906 | 1911 | 1921 | 1926 | 1931 | 1936 | 1946 | 1954 |
| ---- | ---- | ---- | ---- | ---- | ---- | ---- | ---- | ---- |
| 149  | 152  | 138  | 139  | 132  | 137  | 145  | 149  | 158  |

| 1962 | 1968 | 1975 | 1982 | 1990 | 1999 | 2006 | 2011 | 2016 |
| ---- | ---- | ---- | ---- | ---- | ---- | ---- | ---- | ---- |
| 116  | 103  | 78   | 65   | 61   | 50   | 54   | 68   | 63   |

| 2021 | 2022 | - | - | - | - | - | - | - |
| ---- | ---- | - | - | - | - | - | - | - |
| 67   | 71   | - | - | - | - | - | - | - |

## Économie
La commune est essentiellement rurale, comprenant de nombreuses résidences secondaires.

## Culture locale et patrimoine

### Lieux et monuments
- Église Saint-Jouin, du XIe siècle. Classée monument historique avec son cimetière qui l'entoure. Son entrée est précédée d'un auvent (appelé « balet » ou « caquetoire »)[24].
- Chapelle Saint-Gilles (disparue).
- Monument aux morts.

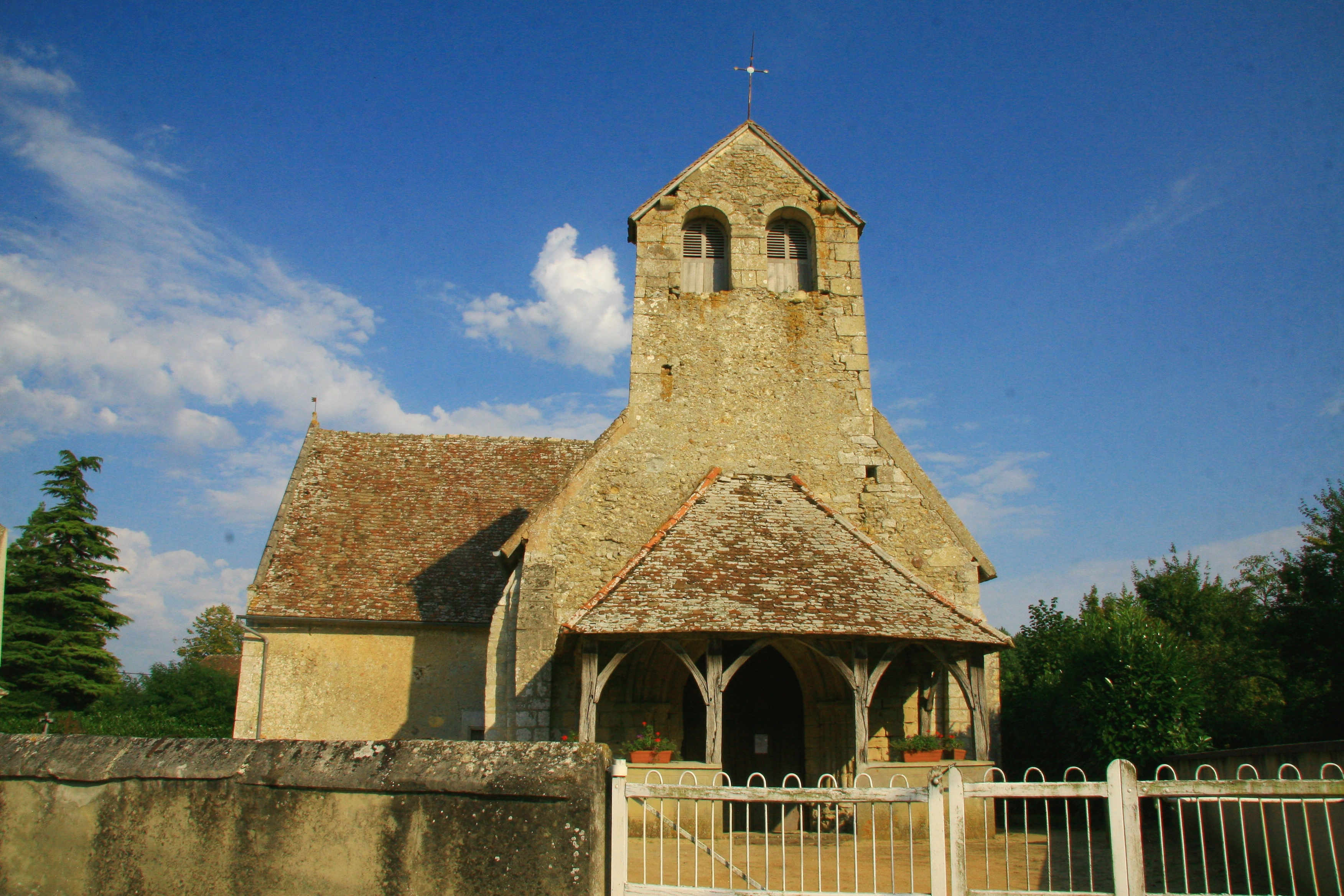
L'église Saint-Jouin.
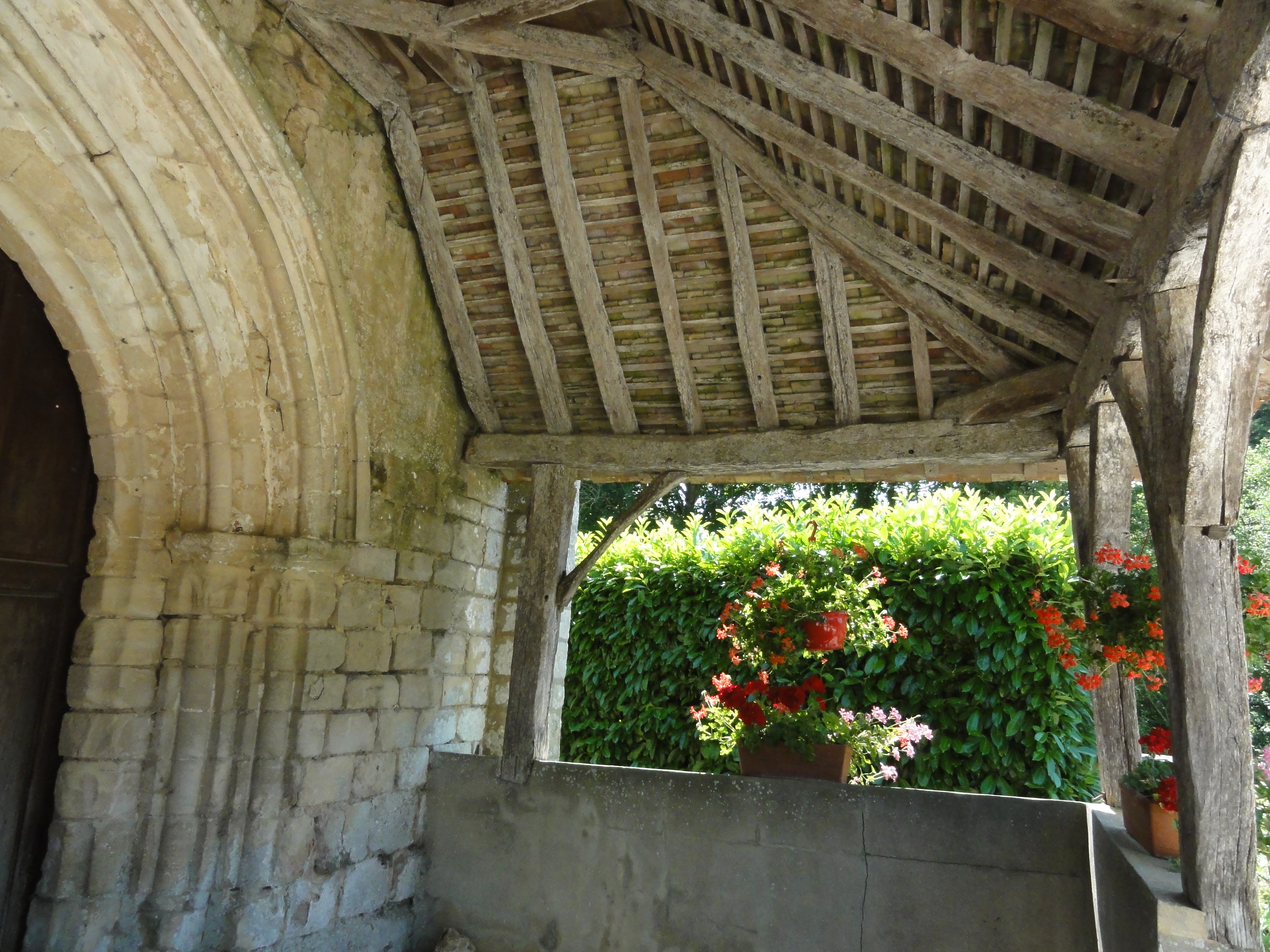
détail de l'auvent.
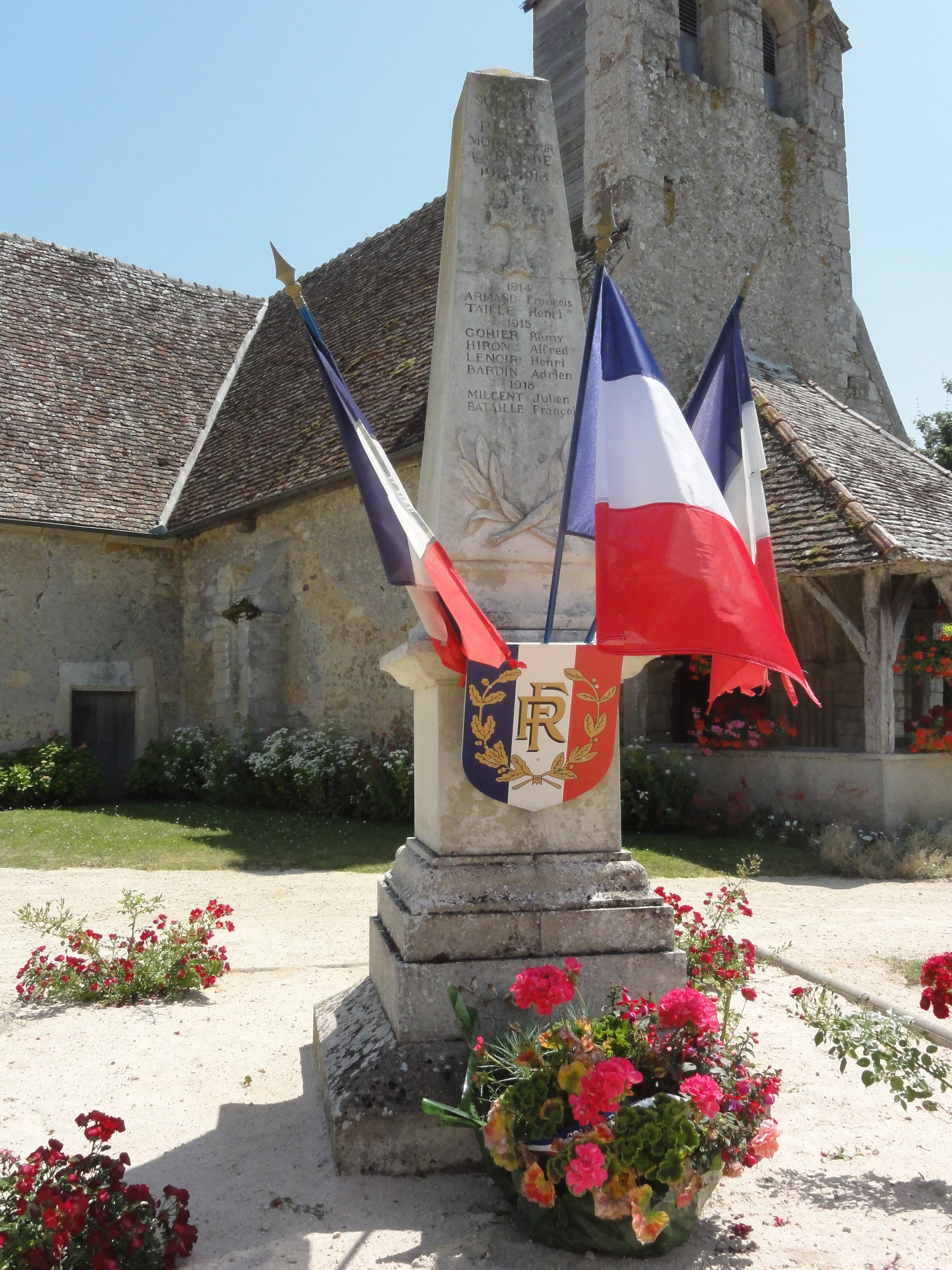
Monument aux morts.

- Le Castrum Pireti, un point haut du Saosnois, début des « Fossés Robert » créés par Robert le Diable au XIe siècle, qui rejoignaient par des chemins creux et en allant de motte en motte le château fort de Saint-Rémy-du-Plain, aujourd'hui Saint-Rémy-du-Val[25],[26]. Un seigneur de Peray au XIe est connu : Guillaume Pantolf dépendant des seigneurs de Bellême, Roger de Montgomery et Mabile de Bellême, son épouse, qui étaient les parents de Robert de Bellème dit Robert le Diable appelé ainsi pour sa grande cruauté et ses facultés étonnantes pour fortifier des sites ou châteaux.
  - Un observatoire avec deux tables d'orientation a été installé au sommet de la butte principale par la communauté de communes du Pays Marollais. Cette motte domine le bourg de Peray qui est au sud et le manoir de Verdigné sur la commune d'Avesnes-en-Saosnois au nord-ouest.
  - Un calvaire sur le Castrum Pireti a été élevé par une « mission » en 1954.

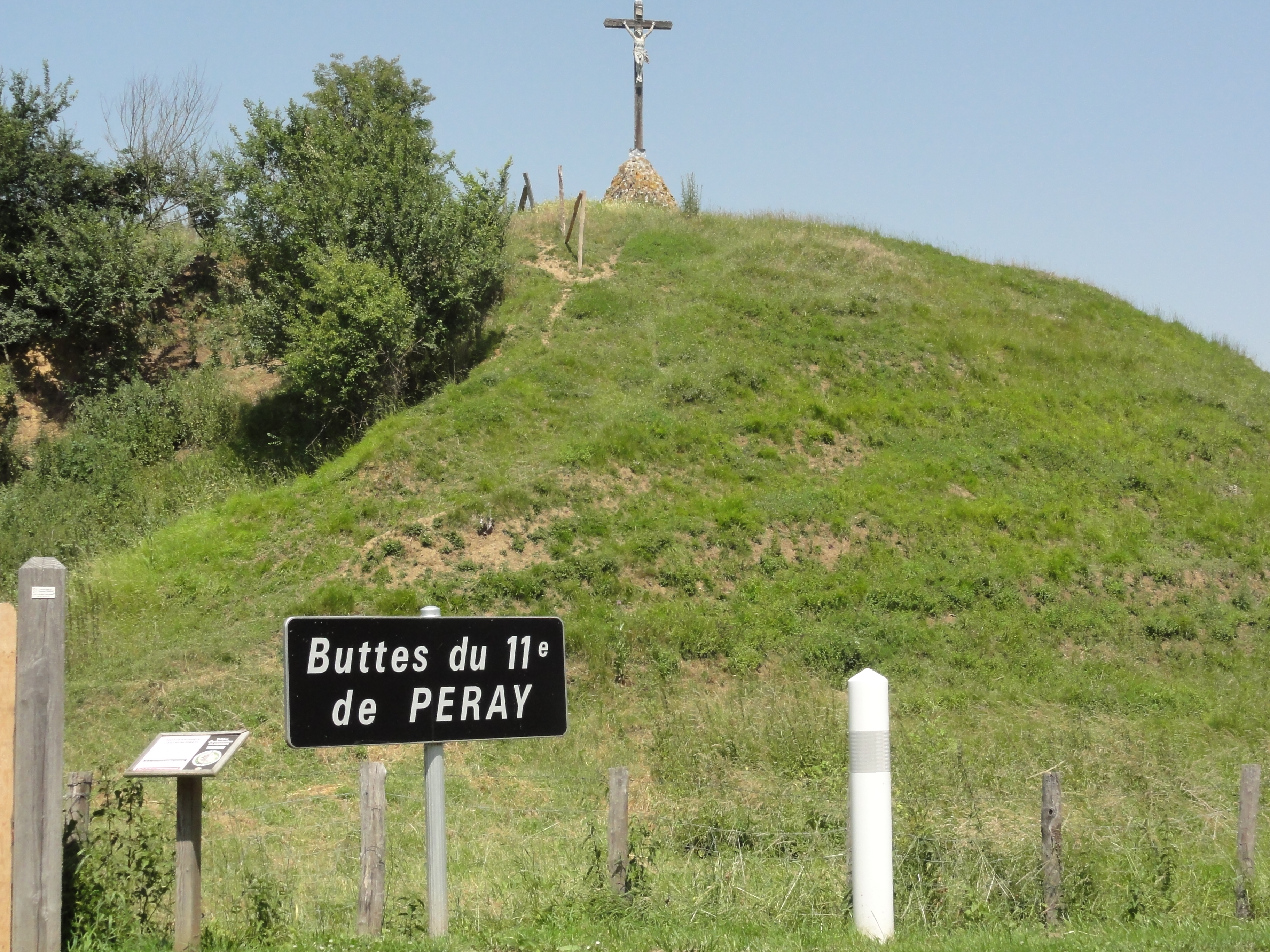
La motte principale avec son calvaire, vue d'en bas.
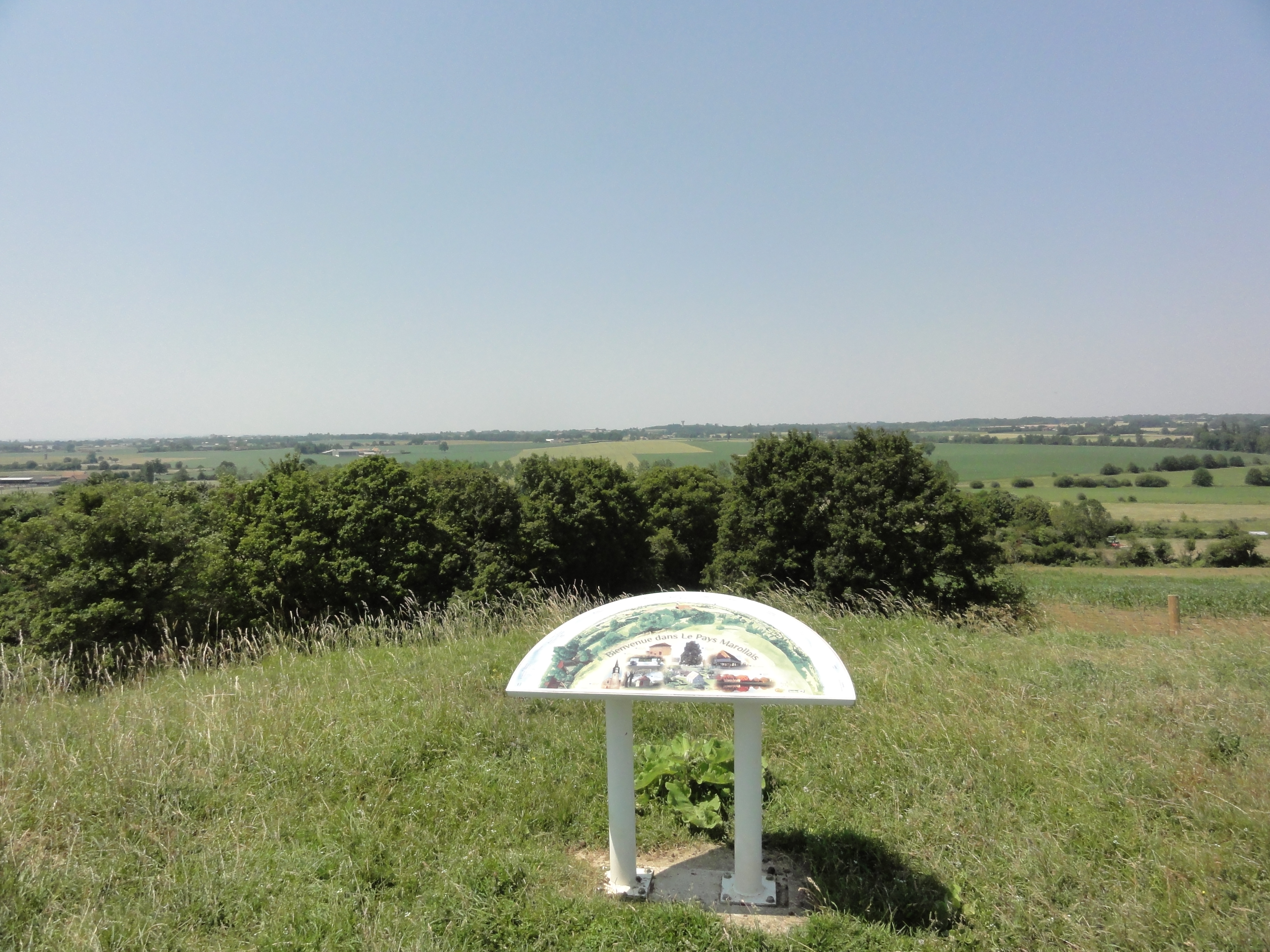
La motte principale avec une des tables d'orientation.
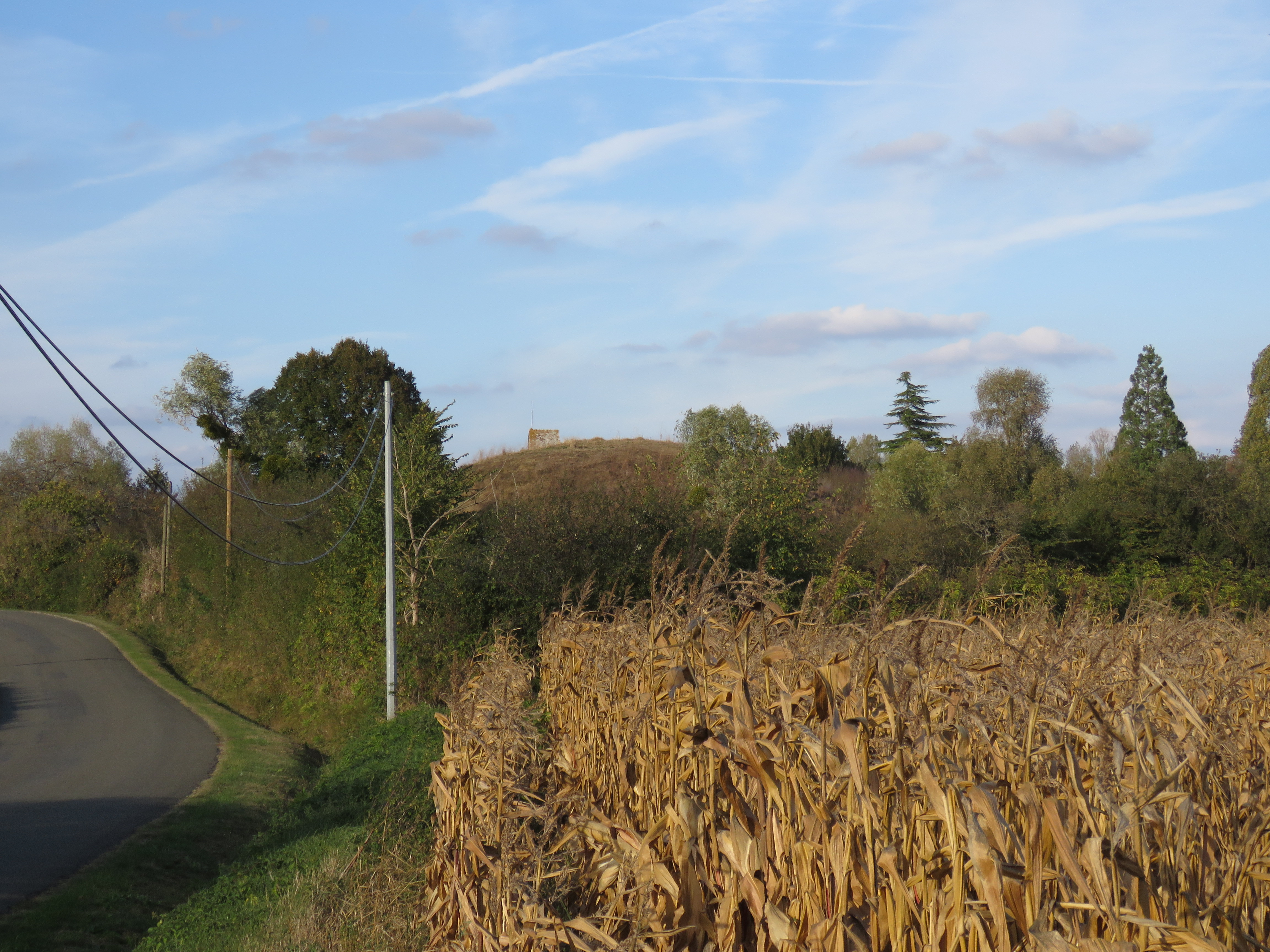
La motte de l'église.

### Activité et manifestations
- Messes : pour le 8 mai et le 11 novembre, début septembre messe de la Saint-Gilles.
- Vide-greniers.
- Comice agricole.

### Héraldique
| Blason de Peray | Blason  | Tiercé en pairle renversé: au 1er de gueules au poirier d'or, au 2e de sinople à saint Jouin, ermite, d'or, au 3e d'argent à deux burelles ondées d'azur. |
| Blason de Peray | Détails | Création Jean-François Binon. |